# Шоукейс-фестиваль

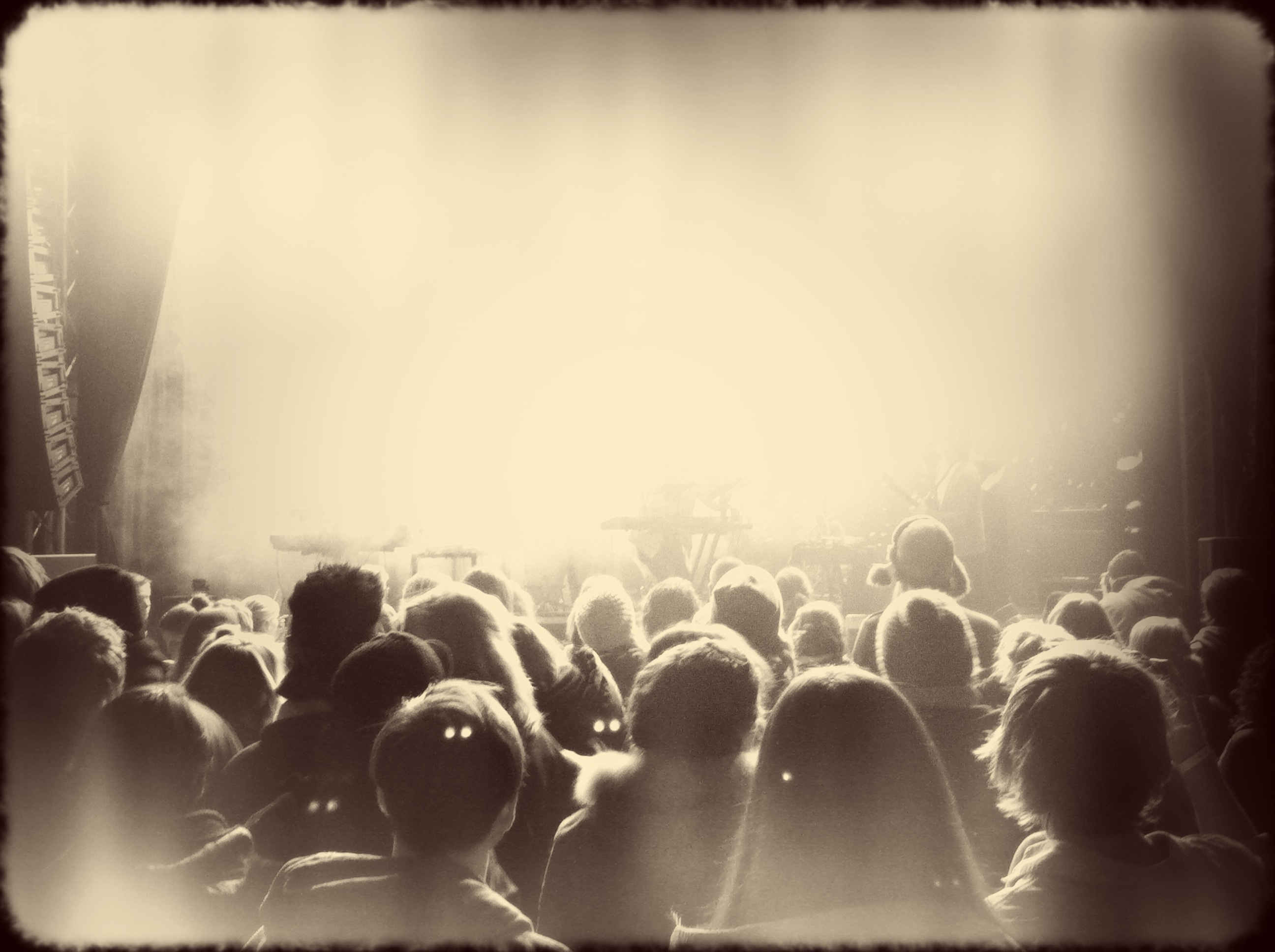
На фестивале by:Larm (Норвегия) в 2011 году

Шоукейс-фестиваль (от англ. showcase — «витрина») — культурно-развлекательное мероприятие, на котором выступают начинающие дарования, неизвестные широкой публике, с целью обратить на себя внимание средств массовой информации и представителей бизнес-структур.
Местом проведения музыкальных шоукейс-фестивалей становятся небольшие площадки, например клубы, кафе, бары, открытые сцены, а стоимость их посещения в несколько раз ниже по сравнению с крупными фестивалями. В ходе мероприятия проводится встреча с журналистами, менеджерами лейблов и промоутерами. Для начинающих исполнителей есть возможность заключить контракт со звукозаписывающей компанией и получить приглашение на другие концерты. Один из самых известных шоукейс-фестивалей — «South by Southwest», проходящий ежегодно в Остине. Среди крупнейших европейских фестивалей такого формата выделяют Berlin Music Week, британский The Great Escape Festival, by Larm в Норвегии, Music and Media Finland и Lost in Music. На постсоветском пространстве наиболее значительным шоукейсом является эстонский Tallinn Music Week, который проводится с 2008 года.